# Bạo lực súng đạn ở Hoa Kỳ

Các vụ giết người và tự tử liên quan đến súng đạn ở Hoa Kỳ, 1999–2016 and 2017

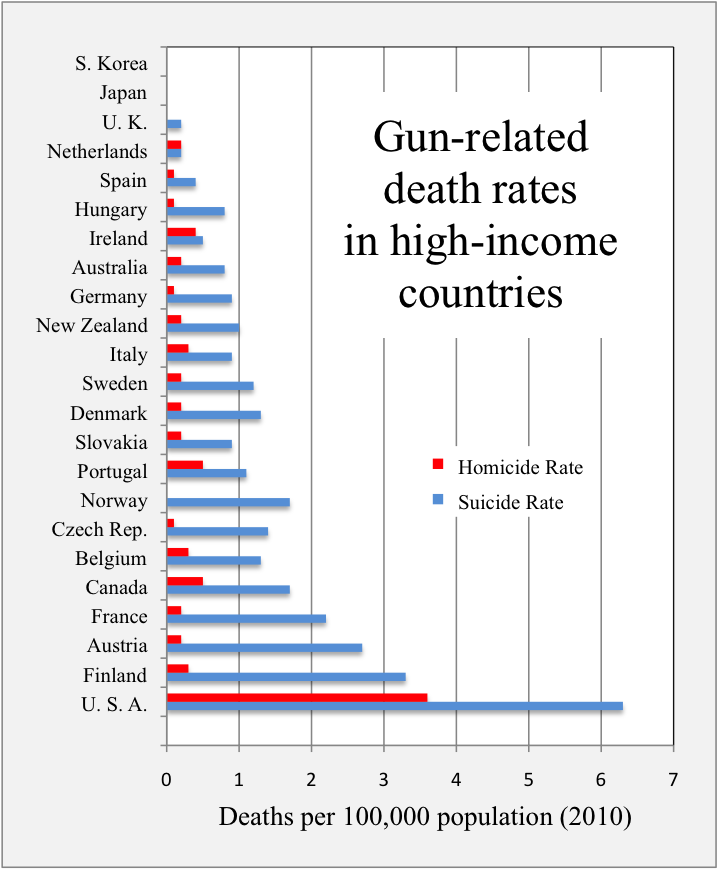
Tỷ lệ giết người và tự sát liên quan đến súng ở các nước OECD thu nhập cao, 2010, các quốc gia trong biểu đồ được sắp xếp theo tổng tỷ lệ tử vong (giết người cộng với tự tử cộng với các trường hợp tử vong liên quan đến súng khác

Bạo lực súng đạn ở Hoa Kỳ gây ra hàng chục nghìn trường hợp chết và bị thương hàng năm. 2013, có 73,505 trường hợp bị thương (trung bình cứ 100.000 người thì có 23.2 vụ) và 33.636 vụ tử vong liên quan đến thương tích súng đạn (Cứ 100.000 người thì có 10.6 vụ). Các vụ tử vong bao gồm 21.175 vụ tự tử, 11.208 vụ giết người, 505 vụ do tai nạn súng đạn và 281 vụ do ngộ sát. Quyền sở hữu và kiểm soát súng đạn là một trong những vấn đề gây tranh cãi rộng rãi nhất ở Hoa Kỳ.
Năm 2012, có 8.855 vụ giết người liên quan đến súng đạn ở Hoa Kỳ, trong đó có 6.371 vụ do  súng cầm tay. Năm 2012, 64% các vụ tử vong liên quan đến súng ở Hoa Kỳ là tự tử. Năm 2010, có 19.392 vụ tự tử liên quan đến súng đạn và 11.078 vụ giết người liên quan đến súng đạn ở Hoa Kỳ. Năm 2010, 358 hung thủ giết người có súng trường và 6.009 tên có súng ngắn, 1.939 tên có các loại súng chưa xác định khác.
Vào tháng 4 năm 2024, chính quyền Biden đã triển khai các biện pháp mới nhằm quản lý các hoạt động mua bán súng không có giấy phép. Những bước kiểm soát này được kỳ vọng sẽ làm chặt chẽ quy định bằng cách xác định rõ những người nào được sở hữu giấy phép buôn bán vũ khí liên bang.

## Xem thêm

Chủ sở hữu súng theo tỷ lệ phần trăm dân số của mỗi tiểu bang Hoa Kỳ trong năm 2016

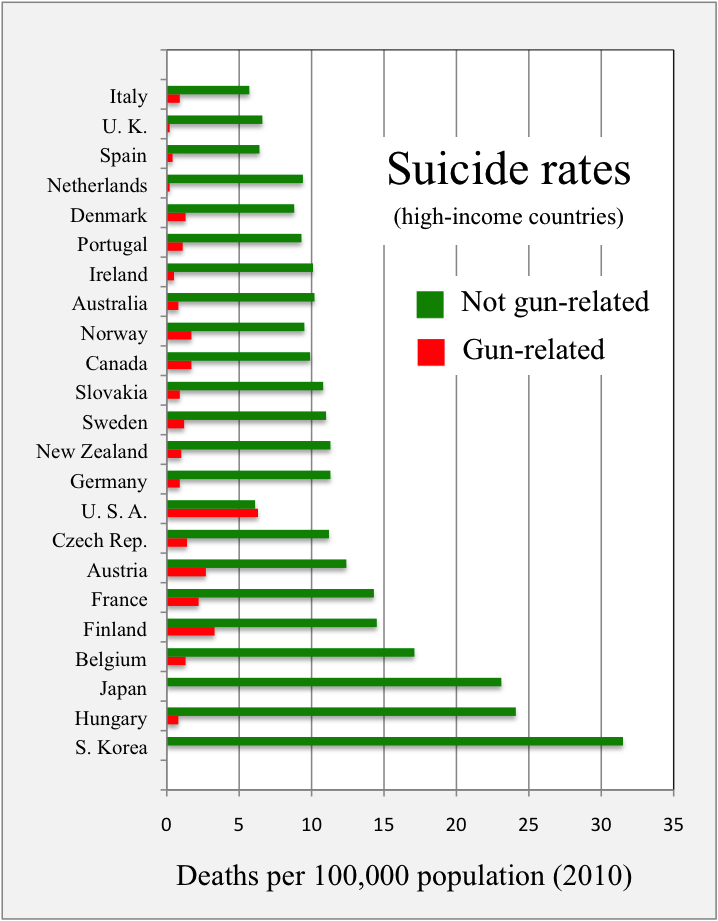
So sánh tỷ lệ tự sát liên quan đến súng với tỷ lệ tự sát không liên quan đến súng ở các quốc gia có thu nhập cao OECD, 2010, các quốc gia trong biểu đồ được sắp xếp theo tổng số vụ tự tử. Biểu đồ thể hiện Hoa Kỳ là quốc gia OECD có thu nhập cao duy nhất trong đó tỷ lệ tự sát bằng súng vượt quá tỷ lệ tự sát không dùng súng.

Những vụ giết người phân loại theo vũ khí,, 1976–2004.

Người phạm tội giết người theo độ tuổi, 1976–2004

Bản đồ các tiểu bang cho thấy số vụ giết người trong năm 2010

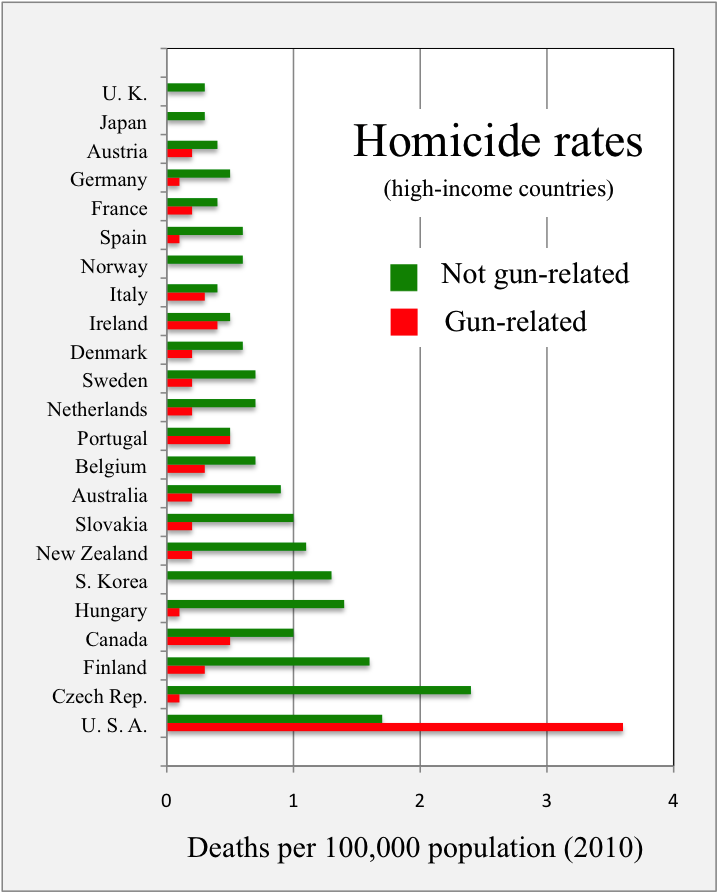
So sánh tỷ lệ giết người liên quan đến súng với tỷ lệ giết người không liên quan đến súng ở các nước OECD có thu nhập cao, 2010, các quốc gia trong biểu đồ được sắp xếp theo tổng số vụ giết người. Biểu đồ minh họa cách tỷ lệ giết người bằng súng của Hoa Kỳ vượt quá tổng tỷ lệ giết người ở các quốc gia OECD có thu nhập cao khác..